# Бараж (гірництво)
Бара́ж (англ. barrage, нім. Sperren, Wasserabdämmung) — спосіб захисту шахт і кар'єрів від підземних вод шляхом повного або часткового огородження гірничих виробок за допомогою водонепроникних пристроїв.
Від фр. barrage — загородження.

## Призначення
При баражі рівень підземних вод в межах останніх знижується за рахунок водовідливу або дренажу, а за їх межами залишається близьким до природного або дещо підвищується внаслідок підпору. Бараж здійснюється за допомогою інфузійних, ін'єкційних, кріогенних і шпунтових баражних пристроїв.

## Види
За схемою розташування в плані вони розділяються на лінійні і контурні, замкнені і незамкнені.